# 鈕魯詩

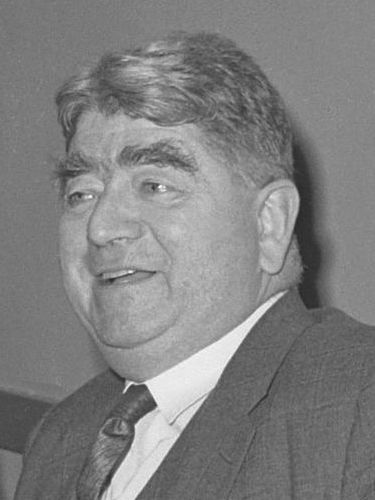
鈕魯詩

鈕魯詩，CBE，JP（1908年1月12日—1969年1月13日），英國商人，前香港行政局和立法局非官守議員。生於英屬印度孟買。劍橋大學三一學院畢業。早年加入太古洋行。二戰時投軍，戰後回到太古工作。1947年奉派來港。1957年升任經理，至1964年退休。鈕魯詩曾擔任多間公司主席和董事。1961年至1962年任香港總商會主席。1963年至1964年任匯豐銀行主席。1962年至1964年任香港大學司庫。1964年至1965年任香港大學校長，鈕魯詩樓以他命名。